# گورارا
گورارا (به لاتین: Gurara) یک ناحیه حکومت محلی در نیجریه است که در ایالت نیجر و در مجاورت حوزه فدرال مرکزی واقع شده‌است.

## خصوصیات
گورارا ۹۵۴ کیلومتر مربع مساحت و ۹۰٬۹۷۴ نفر جمعیت دارد.
مرکز اداری حکومت محلی در شهر Gawu قرار دارد.
آبشار گورارا در این منطقه واقع شده‌است.
کد پستی منطقه ۹۱۰ است.